# Pristomyrmex lucidus
Pristomyrmex lucidus är en myrart som beskrevs av Carlo Emery 1897. Pristomyrmex lucidus ingår i släktet Pristomyrmex och familjen myror. Inga underarter finns listade i Catalogue of Life.